# Парламент Вануату
Парламент Вануату (Національні Збори) — є органом законодавчої влади країни. Вануату — парламентська республіка, тому роль парламенту є значною, він обирає прем'єр-міністра, а також становить основну частину колегії виборщиків, яка обирає президента на термін 5 років. Парламент однопалатний, нині складається з 52 чоловік. Обирається на 4 роки загальним таємним голосуванням за одномандатними округами. З 1991 року жодна з партій не набирає абсолютної більшості голосів, достатньої для формування уряду, тому партії створюють коаліції. З кожними виборами до парламенту проходить дедалі більше партій: від 2 1979 до 10 2004 року. Останні вибори відбулись 6 липня 2004 року.
Спікер парламенту є в.о. президента з моменту завершення повноважень попереднього до обрання наступного.

## Склад сучасного парламенту
Результати виборів до парламенту Вануату 6 липня 2004
| Партії та блоки                                         | Голоси | % | Місця |
| ------------------------------------------------------- | ------ | - | ----- |
| VP-VNUP - Партія Вануаку - Національна об'єднана партія |        | . | 18    |
| Союз поміркованих партій                                |        | . | 9     |
| Республіканська партія Вануату                          |        | . | 4     |
| Конфедерація зелених                                    |        | . | 3     |
| Народна прогресивна партія                              |        | . | 3     |
| Меланезійська прогресивна партія                        |        | . | 2     |
| Національна асоціація Співтовариства                    |        | . | 2     |
| Партія народної дії                                     |        | . | 1     |
| Намангі Ауті                                            |        | . | 1     |
| Безпартійні                                             | -      | . | 9     |
| Разом                                                   |        |   | 52    |
| Джерело: IPU                                            |        |   |       |